# Ellobiophryidae
Famille
Les Ellobiophryidae sont une famille de Ciliés de la classe des Oligohymenophorea et de l'ordre des Peritrichida.

## Étymologie
Le nom de la famille vient du genre type Ellobiophrya, composé du préfixe ellob, « enfermé dans une gousse », et du suffixe grec οφρύς / ophrýs, « sourcil ⇒ cil ⇒ cilié », littéralement « cilié enfermé dans une gousse », en référence à la forme de ce cilié.

## Description
Selon Lynn (2010), les Ellobiophryidae ont une taille moyenne (80 à 200 μm). Leur forme est ovoïde-cylindrique, avec une paire de saillies aborales allongées, cylindriques et contractiles, encerclant, à leurs extrémités, les parties filamenteuses du corps de l'hôte et cimentées ensemble par des dérivés de la scopule, pour former un cercle fermement scellé. Leur région buccale comprend un disque épistomial légèrement déprimé par rapport à la collerette proéminente. Leur macronoyau est ellipsoïde. Micronoyau et vacuole contractile sont présents. Leur cytoprocte n'a pas été observé.
Kahl, en 1935, avait noté, à propos du Ellobiophrya donacis : « Taille 40-50 μm, non compris les "processus postérieurs". Ces derniers qui mesurent environ la moitié de la longueur du corps, comportent des fibrilles et possèdent chacun une scopule. L'infusoire possède ainsi un pont branchial analogue à une pince, les deux organites adhésifs s'enfonçant l'un dans l'autre comme un bouton poussoir. Sinon, la structure est typiquement péritriche. Le gros noyau (macronoyau) est rond, avec au moins un micronoyau. Le péristome n'a été observé que rétracté. Cette espèce n'a été rencontrée que sur un spécimen du (mollusque bivalve) Donax vittatus. »

## Habitat et répartition
Les Ellobiophryidae vivent en milieu marin comme ectocommensaux sur les branchies des mollusques lamellibranches et sur les bryozoaires.

## Liste des genres
Selon GBIF (31 décembre 2023) :
- Caliperia Laird, 1953
- Ellobiophrya Chatton & Lwoff, 1923 genre type
  - Genre synonyme : Clausophrya Naidenova & Zaika, 1969
  - Espèce type : Ellobiophrya donacis Chatton & Lwoff, 1923
- Thalassomyces

## Systématique
Le nom valide de ce taxon est Ellobiophryidae Chatton & Lwoff, 1929.